# سليمان المشيني
سليمان إبراهيم المشيني (1928-20 ديسمبر 2018)، شاعر وأديب وإعلامي أردني.

## حياته
ولد المشيني في حاضرة البلقاء أوائل أبريل عام 1928م. تلقى تعليمه الابتدائي في مدرسة اللاتين في السلط، ثم الإعدادي، كما تلقي تعليمه الثانوي (الفرع الأدبي) في مسقط رأسه في مدرسة السلط الثانوية 1946م، نظم الشعر وهو تلميذ في المرحلة الإعدادية، حيث أكتشفه مدير مدرسة اللاتين آنذاك الإيطالي أنطوان فرغاني. 
خلد في قصائده الشهيد والعامل والفلاح والطالب والراعي والمرأة والطفل وسائر مكونات الأردن الطبيعية.
أسهم المشيني في تأسيس إذاعة المملكة الأردنية الهاشمية وعمل فيها منذ عام 1957متدرجا في المناصب حتى أصبح مديرًا عامًا للإذاعة عام 1985م، كما أسهم في تأسيس صحيفة الرأي الأردنية، ومجلة "هنا عمان"، وعمان المساء، وأتحاد الكتاب والادباء الأردنيين، والكثير من النوادي الثقافية. وكتب في جريدة (الرأي) ومجلة (هنا عمان) وعمان المساء.
بعد إحالته للتقاعد أسس المشيني مع نخبة من الأدباء اتحاد الكتاب والأدباء الأردنيين، وكان عضوًا في الهيئة الإدارية لعدة دورات، وعضو فعّال في الاتحاد فقد ألقى عشرات المحاضرات الأدبية وساهم في إغناء نشاطات الاتحاد الثقافية الأردنية والعربية كما عمل رئيسًا لمستشاري مجلة الكاتب الأردني ومدير تحرير مجلة الشرطة التابعة للأمن العام، ورئيسًا لنادي السلط الرياضي الثقافي.

## حياته الخاصة
ينتمي سليمان إلى عشيرة العزيزات الأردنية العربية المسيحية في السلط.
تزوج المشيني من السيدة "دمية" كريمة الأديب الفلسطيني العربي المؤرخ عيسى روفا السفري، وأنجاله هم : إبراهيم" و"ليلى" و"فريال" و"فاتنة" و"نادرة" والشهيدة الصيدلانية "دينا".

## وفاته
توفي سليمان المشيني يوم الخميس الموافق 20 ديسمبر 2018م عن عمر يناهز 90 عامًا، تاركًا من خلفه إرث ثقافي وأدبي كبير، ونعاه وزير الثقافة والشباب "محمد ابو رمان" مدير الإذاعة الأسبق في منشور على مواقع التواصل الاجتماعي قائلاً: “مَنْ كانَ للأَوْطانِ كُلُّ جِهادِهِ.. أَضْحى خُلودُ الذِّكْرِ بَعْضَ حَصيْدِهِ”. وقد اصدرت وزارة الثقافة فيلما وثائقيًا عن الشاعر سليمان المشيني على منصة يوتيوب(شاهد الفيلم) كما تم تدشين جائزة باسم الشاعر لأفضل ديوان شعر.

## المؤلفات
تنوعت كتابات المشيني ما بين الرواية والقصة والمقامة والنصوص المسرحية والدراما الإذاعية والقصائد المغناة والأوبريتات والأسكنشات والأهازيج، ونذكر من بين هذه الكتابات
- ديوان الاردن ويقع في 900 صفحة، دار يافا 2012م
- صبا من الأردن - 11 جزء مطبوع منها:                                                                                                                   1- (ج1)، شعر، مكتبة عمّان، عمّان، 1970. 2- (ج2)، شعر، المطبعة الوطنية، عمّان، 1970.                                                                                               3- (ج3)، شعر، دائرة الثقافة والفنون، عمّان، 1974.                                                                                         4- (ج4: إلى ابنتنا الصيدلانية الشهيدة دينا)، شعر، المركز الأردني للطباعة الفنية، عمّان، 1997.                                       5- (ج5: العيون الساهرة)، شعر، مطبعة الأمن العام، عمّان، 2001.                                                                         6- (ج6)، شعر، دار الكندي وأمانة عمّان الكبرى، إربد-عمّان، 2002.                                                                       7- (ج7: بطاقة حب إلى فلسطين الخالدة)، شعر، دار ورد الأردنية، عمّان، 2005.                                                               8- (ج8: الأردن جلال وجمال)، شعر، دار رؤى، عمّان، 2007.                                                                                     9- (ج9: يا حياة المجد عودي، شعر، دار رؤي للنشر والتوزيع -عمان.  2007                                                                                                    10-(ج10: الإخوانيّات)، شعر، دار رؤى، عمّان، 2007.                                                                                                11- (ج11)، دار يافا العلمية، عمّان، 2010.[10]
- سبيل الخلاص (رواية)، دار النجاح، عمان، 1953م.
- زاهي وعنود (رواية)- المطبعة الوطنية 1970م
- بطل من أوراس (مسرحية)، البعثة الجزائرية، عمان، 1956م
- أميرة جرش والبطل (مسرحية) في ثمانية فصول 2014م
- عودة قراقوش (مسرحية)
- مع العبقريات (دراسات أدبية)- المطبعة الكاثوليكية- جبل اللوبيدة - 1970
- موعد في القدس (مجموعة قصص قصيرة من وضع المؤلف وقصص مترجمة)- مطبعة القوات المسلحة الأردنية 1970م.
- من روائع القصص العالمية
- شموس لا تغيب، دار يافا العلمية للنشر والتوزيع 2008م
- نفحات من الأردن
- "انا الاردن" أهزوجة مغناة
- " فدوى لعيونك يا أردن" اهزوجة وطنية مغناة( غناء سميرة توفيق)
- "أردن شو ما بدك منا" أهزوجة غناء اسماعيل خضر
- "أردن يا أحلى الأوطان" أهزوجة غناء نجاح سلام.
- " حيوا الأردن أردنا" أهزوجة من غناء هيام يونس
- "النشامي" أهزوجة من غناء المجموعة.
- "هذه أرضي وهذا بلدي" أهزوجة من غناء محمد غازي.
- "علميدان يا ابن الأردن" أهزوجة من غناء فؤاد حجازي.
- "موطن الصمود" أهزوجة من غناء صبري محمود

أما المخطوطات، فتتمثل في : "مساكب شمس"، "أولئك آبائي"، "شخصيات ومواقف"، "نحو البناء"، "صبا من المهجر"، "الموشحات الأندلسية"، "سطور وأمجاد"، "أَرِج البيان"، "في البدء كان الكلمة"، "محاضرات في الأدب العربي"، ابنة الأردن وزهرته الفريدة".
وله أكثر من ألفي برنامج اذاعي وأكثر من مئتي سكتش واوبريت واهزوجة والف حلقة من برنامج اذاعي بعنوان «صبا من الأندلس» وله أكثر من خمسين مسلسلا اذاعيا ولعل أشهرها: "لقاء عند الغروب"، "وادي العقيق"، "رفقاً بقلبي"، "ماذا جنيت"، "المرابي"، "رحلة عبر المجهول"، "الثورة العربية الكبرى"، "الحب والسيف"، "أمير سجلماسة"، "لقاء وذكرى"، "زهرة البنفسج"، "غادة الأندلس"، "لقاء عند الأصيل"، "عبقريات عربية"، "سوق عكاظ"، " قال الراوي" و"صفحات وضّاءة".. للشاعر باع في مجال أدب الأطفال والفتيان الشعريّ.

## العضوية في الهيئات والمجالس
1. عضو الهيئة الإدارية في اتحاد الكتّاب والأدباء الأردنيين
2. جمعية محبّي الخط العربي
3. رئيس مستشاري مجلة الكاتب الأردني في اتحاد الكتّاب والأدباء الأردنيين
4. رئيس نادي السلط الرياضي الثقافي
5. مدير تحرير مجلة الشرطة لخمس سنوات الأمن العام[10]

## الجوائز والأوسمة
1. وسام الخطابة من الملك عبد الله الأول سنة 1949م.
2. وسام الاستقلال من الدرجة الرابعة من الملك الحسين بن طلال سنة 1956
3. وسام الاستقلال من الدرجة الثالثة من الملك الحسين بن طلال 1974
4. وسام الاستقلال من الدرجة الثانية من الملك الحسين بن طلال 1984
5. ميدالية الحسين للتفوُّق من الفئة الأولى بمناسبة احتفالات وزارة الثقافة بتسليم جوائز الدولة التقديرية والتشجيعية لعام 2000 من الملك عبد الله الثاني بن الحسين 2000
6. وسام الحسين للعطاء المميَّز من الدرجة الأولى بمناسبة احتفالات المملكة الأردنية بمرور ستين عاماً على الاستقلال من الملك عبد الله الثاني بن الحسين 25 مايو 2006

بالإضافة إلى 30 درعا من الجمعيات الخيرية والثقافية والإعلامية والعسكرية والتعليمية.

## دراسات نقدية لأعماله
هناك العديد من الكتابات النقدية تاني تعرضت لكتابة الشاعر سليمان المشيني، بينها:
- "سليمان إبراهيم المشيني: شاعراً وأديبًا وإنسانًا" للأديب أسامة يوسف شهاب. دار يافا العلمية للنشر والوزيع.
- دراسة موسعة عن الشاعر في " قاموس أعلام الفكر والأدب في الاردن" للاديب المؤرخ محمد أبو صوفه

## اقتباسات من أعماله الأدبية
قصيدة بمناسبة اختيار مادبا عاصمة للثقافة 2012
جيشنا العربي